# Chiangmaia sawetamali
Chiangmaia sawetamali là một loài nhện trong họ Linyphiidae.
Loài này thuộc chi Chiangmaia. Chiangmaia sawetamali được Alfred Frank Millidge miêu tả năm 1995.